# Pel·lícula d'explotació
Les pel·lícules d'explotació són un gènere de pel·lícules que es caracteritzen per tenir pressupost baix, ser sensacionalistes amb el sexe, costums considerats vicis, violència i nuesa, i perquè la narració té menys importància que l'espectacle.
Aquesta categoria cinematogràfica agrupa pel·lícules de temàtica lasciva, propis del gènere d'explotació, gènere de ficció que basa el seu atractiu en els temes moralment inacceptables i socialment escandalosos com el comportament sexual humà, l'erotisme, la violència, el crim o el consum de drogues. Alguns d'ells tabú en determinades èpoques i societats. El mot "explotació" fa referència a la recurrència d'un tema o corrent en un grup de produccions cinematogràfiques, generalment de baix pressupost, que pretenen obtenir èxit comercial i aconseguir col·locar-se dins del culte popular amb llurs temàtiques escabroses més que amb llur qualitat artística.
El cinema d'explotació té la principal característica de retratar temes referents a la ficció d'explotació, els quals poden incloure: l'erotisme, el sexe implícit o explícit, el sexe real, el semi-nu, el nu, l'homosexualitat, el transgènere, la masturbació, el BDSM, la mort, l'assassinat, la massacre, l'ús recreatiu de drogues, el consum de begudes alcohòliques, el crim, la delinqüència juvenil, el suïcidi, la guerra, la mutilació, el canibalisme, l'interracialitat, la prostitució, l'abús sexual, el segrest, el crim organitzat, el desastres, els accidents de trànsit, la detonació d'armes, el maltractament animal, l'avortament induït i l'ocultisme. Els seus gèneres cinematogràfics són variats, però impliquen necessàriament un èmfasi en un detall o efecte lasciu, més que un èmfasi a la trama principal com seria l'assassinat i la massacre al cinema de gènere  thriller  o el sexe en el cinema de gènere romàntic. Alguns temes com el consum d'alcohol i tabac, l'ocultisme, l'interracialitat, l'homosexualitat i el transgènere han perdut enrenou social, però van ser temes de gran escàndol en el desenvolupament i auge de cinema d'explotació entre els anys 1950 i els anys 1970. Les pel·lícules del cinema d'explotació solen ser de baix pressupost de producció, car el seu objectiu principal és obtenir guanys econòmics amb trames i publicitat exagerada que atregui públic amb les seves temàtiques morboses. Tot i ser habitualment de producció fluixa, distribució limitada i baixa qualitat, existeixen exemples que han obtingut bones crítiques i han aconseguit ser-ne culte popular per la seva qualitat estètica, com fou el cas de Caligula (1979), dirigida per Tinto Brass que es va produir amb una gran inversió i va aconseguir gran popularitat per les seves escenes de sexe real ratllant la indecència i la impropietat.
Malgrat la finalitat del seu contingut s'ha trobat que hi ha una autocensura.
A la Indonèsia de la dècada del 1980 es van produir pel·lícules d'aquest gènere com a propaganda contra el règim polític d'aleshores.
Hi ha hagut un debat sobre el mal gust en el cinema on les pel·lícules d'aquest gènere han sigut protagonistes.
Alguns del seus subgèneres són: blaxploitation, teenxploitation, rocksploitation, sexploitation, pel·lícules de motoristes, pel·lícules de vicis, giallo, peplum, pel·lícules de terror gòtic, pel·lícula de violació i venjança, turksploitation, i redsploitation.